# Stenus annularis
Stenus annularis är en skalbaggsart som beskrevs av Wilhelm Ferdinand Erichson. Stenus annularis ingår i släktet Stenus och familjen kortvingar. Inga underarter finns listade i Catalogue of Life.